# اسرافیل

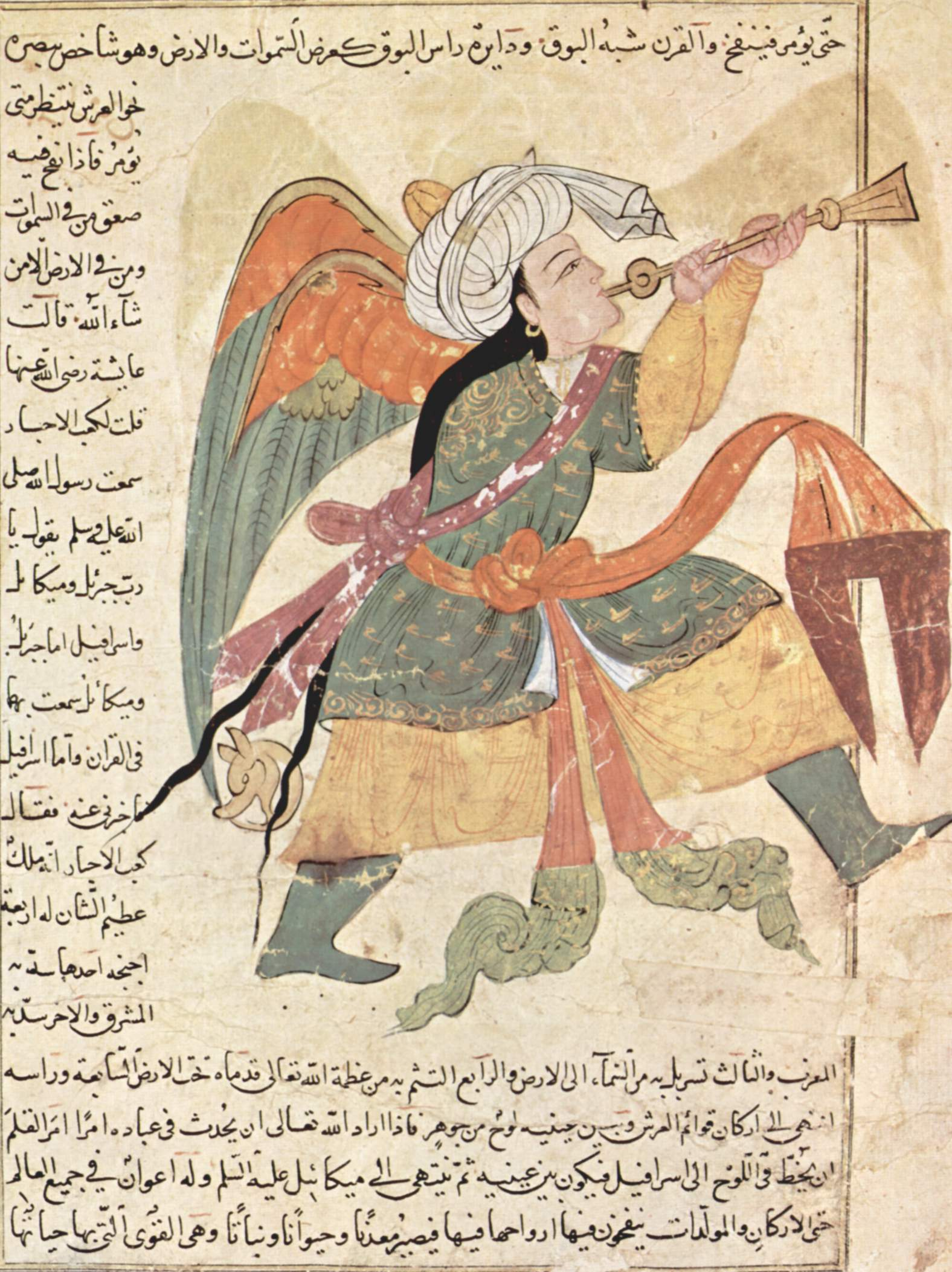
تجسمی از صور اسرافیل از یک مینیاتور سده‌های میانه

اِسرافیل یا اِسرافین نام فرشته شیپورزن روز رستاخیز در باور مسلمانان است. او یکی از فرشتگان نزدیک (مُقَرَّب) به خدا به‌شمار می‌آید. در باور اسلامی، خدا فرمان‌هایی را بر یک صفحه حفاظت‌شده به نام «لوح محفوظ» می‌نویسد و اسرافیل این فرمان‌ها را از روی آن لوح می‌خواند و این پیام‌ها را به جبرئیل و دیگر کارگزاران خدا می‌رساند. بیشترین شهرت اسرافیل به خاطر شیپور اوست که همیشه آن را بر لب دارد و قرار است در روز رستاخیز با دمیدن در آن مردگان را زنده کند. به شیپور اسرافیل اصطلاحاً «صور اسرافیل» گفته می‌شود.
از اسرافیل به‌طور مستقیم در قرآن یادی نشده‌است و سخن از او تنها در روایات دیده می‌شود. به هنگام سخن از فرشتگان نزدیک به خدا، نام اسرافیل پس از جبرئیل و میکائیل به عنوان فرشته سوم می‌آید. در برخی روایات اسلامی آمده که اسرافیل نخستین فرشته‌ای بود که از فرمان خداوند پیروی کرد و بر آدم سجده کرد.
در باور مسلمانان اسرافیل فرشته‌ای است با پیکری بسیار بزرگ و با چهار بال که یک بال او در غرب و یک بال در شرق قرار دارد، با بالی دیگر بدن خود را می‌پوشاند و یک بال را نیز برای محافظت در برابر شکوه ایزدی استفاده می‌کند. پاهای اسرافیل در قعر زمین هفتم جای گرفته و عرش بر شانه‌اش قرار دارد.

## صور اسرافیل
صور به معنی شاخی است که برای شیپور زدن از آن استفاده می‌شود. می‌گویند اسرافیل دو گونه شیپور می‌زند: با شیپور زدن نخست همه موجودات جهان می‌میرند و جهان به پایان می‌رسد، و اسرافیل با دمیدن دوم در شیپور موجب زنده شدن و برخاستن مردگان در آخرت می‌شود.

### اشارات در متن‌های اسلامی
در قرآن از اسرافیل نام برده نشده‌است و تنها در روایات، سخن از این فرشته به میان آمده‌است. در قرآن از دمیدن شیپور (به عربی: نفخ صور)، سخن به میان آمده ولی به نام دمنده در آن اشاره‌ای نشده‌است، اما روایات تفسیری، نامِ دمندهٔ شیپور را که در هنگام برپایی قیامت صورت می‌پذیرد اسرافیل ذکر کرده‌اند. قرآن (زمر / ۶۸) می‌نویسد: «در شیپور دمیده می‌شود، و بر اثر آن، جز آنکه خدای بقای او را خواسته‌است، هر که در آسمانها و زمین است یکسر مدهوش مرگ می‌شوند، سپس بار دیگر شیپور دمیده می‌شود و ناگهان مردمان (از خواب مرگ) برخاسته و در صحنه محشر نظاره گر (سرنوشت خود) می‌گردند.»
در قرآن در ده جا نفخ صور آمده و در سیزده جا صَیحه به‌کار رفته‌است؛ و اما آن صوری که با آن می‌رمانند، فقط در همین دو آیه است: آیه فزع و آیه صعق که در سوره نمل و زمر است؛ و در جاهای دیگر نفخ در صور برای احیاء و زنده کردن است.
نفخ صور یا دمیدن در شیپور دو بار صورت می‌پذیرد یکی در پایان جهان دنیا و دیگری در آغاز قیامت توسط فرشته خداوند اسرافیل انجام می‌پذیرد. در قرآن ازان تعابیر دیگری است.
1. نفخ صور یا صیحه یا صاخه بمعنای شیپور خاموشی و بیداری
2. نقر در ناقور یا قارعه یا زجره به معنای طبل خاموشی و بیداری[۵]

بموجب روایات فاصله دو صور یا برزخ جهان ۴۰ سال است.
پیشوای چهارم شیعیان در سومین دعای خود از دعاهای «صحیفه کامله سجادیه» گفته‌است: «و ای پروردگار! درود و تحیات خود را بفرست بر اسرافیل که دارای صور است، و چشم گشوده آماده است و در انتظار اذن و فرود آمدن فرمان تو است؛ تا بدینوسیله افتادگان گِرو قبرها را آگاه کند و بیدار و زنده گرداند.»
در «تفسیر علی بن ابراهیم» در ذیل آیه «و در صور دمیده می‌شود پس هر که در آسمانها و هر که در زمین است بی جان افتد.» (زمر/۶۸)»، از پیشوای چهارم شیعیان روایت شده که می‌گوید «و از برای شیپور یک سر و دو طرف است، و میان طرف هر سری از آن دو طرف به اندازه بزرگی آسمان‌ها و زمین است.»

## اسرافیل در شاهنامه فردوسی
در شاهنامه فردوسی، در داستان پادشاهی اسکندر، اسکندر پس از رسیدن به روشنایی بر فراز ‌کوهی می‌رود، و از بلندی اسرافیل را می‌بیند که صوری به دست و منتظر فرمان خداوند برای نواختن در صور است. پس از اینکه اسرافیل او را می‌بیند با او از دور گفتگو می‌کند :
| سکندر چو بشنید شد سوی کوه     |  | به دیدار بر تیغ شد بی‌گروه    |
| سرافیل را دید صوری به دست     |  | برافراخته سر ز جای نشست      |
| پر از باد لب دیدگان پر زنم    |  | که فرمان یزدان کی آید که دم  |
| چو بر کوه روی سکندر بدید      |  | چو رعد خروشان فغان برکشید    |
| که ای بندهٔ آز چندین مکوش      |  | که روزی به گوش آیدت یک خروش  |
| که چندین مرنج از پی تاج و تخت |  | به رفتن بیارای و بربند رخت   |
| چنین داد پاسخ بدو شهریار      |  | که بهر من این آمد از روزگار  |
| که جز جنبش و گردش اندر جهان   |  | نبینم همی آشکار و نهان       |
| ازان کوه با ناله آمد فرود     |  | همی داد نیکی دهش را درود     |
| بران راه تاریک بنهاد روی      |  | به پیش اندرون مردم راه‌جوی    |
| چو آمد به تاریکی اندر سپاه    |  | خروشی برآمد ز کوه سیاه       |
| که هرکس که بردارد از کوه سنگ  |  | پشیمان شود ز آنک دارد به چنگ |
| وگر برندارد پشیمان شود        |  | به هر درد دل سوی درمان شود   |
| سپه سوی آواز بنهاد گوش        |  | پراندیشه شد هرکسی زان خروش   |
| که بردارد آن سنگ اگر بگذرد    |  | پی رنج ناآمده نشمرد          |
| یکی گفت کین رنج هست از گناه   |  | پشیمانی و سنگ بردن به راه    |